# Agyneta
Agyneta es un género de arañas araneomorfas de la familia Linyphiidae. Se encuentra en Eurasia, Norteamérica, África y Oceanía. 

## Lista de especies
Según The World Spider Catalog 12.5:
- Agyneta allosubtilis Loksa, 1965
- Agyneta arietans (O. Pickard-Cambridge, 1872)
- Agyneta breviceps Hippa & Oksala, 1985
- Agyneta bueko Wunderlich, 1983
- Agyneta cauta (O. Pickard-Cambridge, 1902)
- Agyneta conigera (O. Pickard-Cambridge, 1863)
- Agyneta decora (O. Pickard-Cambridge, 1871)
- Agyneta dynica Saaristo & Koponen, 1998
- Agyneta hedini Paquin & Dupérré, 2009
- Agyneta jiriensis Wunderlich, 1983
- Agyneta laetesiformis Wunderlich, 1976
- Agyneta lila (Dönitz & Strand, 1906)
- Agyneta martensi Tanasevitch, 2006
- Agyneta muriensis Wunderlich, 1983
- Agyneta olivacea (Emerton, 1882)
- Agyneta pakistanica Tanasevitch, 2011
- Agyneta ramosa Jackson, 1912
- Agyneta rugosa Wunderlich, 1992
- Agyneta subtilis (O. Pickard-Cambridge, 1863)
- Agyneta suecica Holm, 1950
- Agyneta trifurcata Hippa & Oksala, 1985
- Agyneta yulungiensis Wunderlich, 1983